# 冼姓
冼姓是一個中文姓氏，出自沈姓。
冼姓先祖名为沈汭，战国时燕人。幼时即父母双亡，从小寄居在外公的赵家中，由此与赵佗相熟。
因为受荆轲刺秦王之事的牵连，沈汭请求得到受封为南越王的赵佗之庇护，于是逃到岭南。为了避免被捉捕的危险，沈汭更是把姓氏“沈”加减笔画而改成“洗”。
一说，沈汭被高凉郡的女首领招为夫婿，繁衍出一支新氏族，由此把姓名“沈汭”的“氵”与岭南取姓第一人的“先”合为“洗”。南越王赵佗对沈汭夫妇视为上宾，命他们世代守高凉。后世乃称为“洗氏”。
后来“洗”简化为“冼”。

## 分布
冼姓人今天大多数分布于广东、广西两省区域。

## 外部連結
[在维基数据编辑]
 《欽定古今圖書集成·明倫彙編·氏族典·洗姓部》，出自陈梦雷《古今圖書集成》
 《欽定古今圖書集成·明倫彙編·氏族典·冼姓部》，出自陈梦雷《古今圖書集成》